# 橋川天晴
橋川 天晴（はしかわ たかはる、1998年7月2日 - ） は、日本の歌手。
本名は、橋川 貴晴 （はしかわ たかはる）。香川県高松市出身。

## 略歴・人物
高校の時に精神病(統合失調症、強迫性障害)になる。そして高校を転入。その後、東京福祉専門学校を卒業、東京福祉大学は中退する。
母にカラオケへ連れて行かれ、歌を好きになる。
その後、オーディションを受け合格。エーライツに所属。レコード会社ティーンのオーディションに合格し歌手になる。

## 作品
- 2021年11月  デビュー曲「希唄」
- 同年12月 「夢願心」